# Programa d'Erlangen
El Programa d'Erlangen és un mètode de caracterització de geometries basada en la teoria de conjunts i geometria projectiva. Es tracta d'un programa de recerca publicat per Felix Klein en 1872 amb el títol de Vergleichende Betrachtungen über neuere geometrische Forschungen. Aquest Programa d'Erlangen - en aquell temps Klein era professor de la universitat d'Erlangen - va proposar un nou tipus de solució als problemes de la geometria sobre una base geometria projectiva i teoria de grups.
En aquest temps, havia sorgit una família de noves geometries no euclidianes, però mancaven els aclariments adients de les seves relacions mútues. El suggeriment de Klein era fonamentalment innovador de tres maneres:
- La geometria projectiva es va posar èmfasi en el marc unificador per a totes les geometries que es consideri. En particular, les geometries afí, mètriques, i euclidiana són especials i a poc a poc es mostren com a casos més restrictius de la geometria projectiva.

- Klein va proposar que la teoria de grups, una branca de les matemàtiques que utilitza mètodes algebraics per abstreure la idea de simetria, és la forma més útil d'organitzar el coneixement geomètric, en el moment en què ja havia estat introduït en la teoria d'equacions en la forma de la teoria de Galois.

- Klein va fer molt més explícita la idea que cada llenguatge geomètric tenia els seus propis conceptes, apropiades, així per exemple la geometria projectiva amb raó, va parlar sobre les seccions còniques, però no es tracta de cercles o angles, perquè aquestes idees no eren invariants sota transformacions projectives (alguna cosa familiar en la perspectiva geomètrica). La manera com els diversos idiomes de la geometria a continuació es van tornar a unir podria explicar-se pels subgrups de la manera d'un grup de simetria relacionats entre si.

Més tard, Élie Cartan generalitzà model homogeni de Klein als espais (Cartan) connexions en certs paquets principals, situant el problema en el marc de la geometria de Riemann. L'article en si suposa una veritable fita en la història de la Geometria i de la Matemàtica en general.

## El Programa d'Erlangen
Amb motiu del seu ingrés com a professor a la Facultat de Filosofia de la Universitat d'Erlangen, Klein va escriure una memòria en 1872 (que per cert no va arribar a llegir en públic) que pot considerar-se, al costat de la Conferència de Riemann i als Elements d'Euclides, com els punts essencials de l'estudi de la Geometria.
La idea de la memòria, coneguda com el Programa d'Erlangen, és bastant senzilla. Es tracta de donar una definició formal del que és una geometria, més enllà de la idea més o menys intuïtiva que tenim d'ella.
Davant l'aparició de les noves geometries no euclidianes, sembla lògic preguntar-se què és la Geometria, més quan la mateixa idea de la geometria euclidiana s'havia vist modificada des de la irrupció dels mètodes algebraics i analítics. Comença a no estar tan clar que la geometria sigui l'estudi de punts, línies (rectes o corbes) i superfícies, ja que la pròpia anàlisi matemàtica (sobretot en l'estudi d'equacions diferencials) sembla que també estudia aquests objectes. D'altra banda, els mètodes analítics i algebraics també són aplicables a les geometries no euclidianes. Hi ha, diguem, dos nivells de distincions: d'una banda, la de les geometries no euclidianes i la geometria euclidiana, d'altra banda, la distinció entre el mètode sintètic, l'algebraic i l'analític.

## Què és llavors la Geometria?
Klein dona resposta a aquesta pregunta introduint en la Geometria un nou concepte de caràcter algebraic: el concepte de  grup. Un grup és un conjunt {\displaystyle G} on hi ha definida una  operació, és a dir, una aplicació {\displaystyle G\times G\longrightarrow G} que a cada parell d'elements del conjunt li assigna altre element del conjunt (que serà el resultat d'operar aquests dos elements). Mentre que la majoria de la gent està familiaritzada amb les operacions numèriques, els resulta difícil imaginar que puguin operar punts, rectes, etc. Es pot fer, i només cal pensar en, per exemple, l'operació "prendre el punt mitjà", que a cada parell de punts li assigna el punt mitjà del segment que uneix els dos primers punts.
Perquè un conjunt en què hi hagi una operació sigui un grup han de complir certes condicions, que són:
- L'operació ha de ser associativa: això vol dir que si prenem qualsevol tres elements {\displaystyle a,b,c} del conjunt, el resultat d'operar els dos primers ({\displaystyle a} i {\displaystyle b}) i operar el resultat d'això amb el tercer ({\displaystyle c}) ha de ser el mateix que si primer operem el segon i el tercer ({\displaystyle b} i {\displaystyle c}) i el resultat el operem amb el primer ({\displaystyle a}). És a dir, si l'operació la denotem per {\displaystyle \star } ha de passar que {\displaystyle a\star (b\star c)} deu ser el mateix que {\displaystyle (a\star b)\star c}.

- Hi ha d'haver un element neutre: això vol dir que ha d'haver un element {\displaystyle i} del conjunt de manera que si prenc qualsevol altre element {\displaystyle a} del conjunt i l'opero amb ell, llavors el resultat torna a ser l'element {\displaystyle a}, és a dir, és com si l'element {\displaystyle a} no ho hagués operat. Així, amb la nostra notació, {\displaystyle i\star a=a} i {\displaystyle a\star i=a}.

- Finalment, cada element ha de tenir un element simètric: això vol dir que si jo prenc un element qualsevol {\displaystyle a} del conjunt, llavors puc trobar un altre element {\displaystyle {\hat {a}}} del conjunt de tal manera que en operar tots dos, el resultat que obtinc és l'element neutre: {\displaystyle a\star {\hat {a}}={\hat {a}}\star a=i}.

El concepte de grup no és invenció de Klein, però és ell el que descobreix un fet fonamental que el relaciona amb les diferents geometries: cada geometria és l'estudi de certes propietats que no canvien quan se li apliquen un tipus de transformacions. Aquestes propietats, per no canviar, les denomina invariants, i les transformacions que a un invariant no li fan canviar han de tenir estructura de grup sota l'operació de composició (compondre dues transformacions és fer una i aplicar-li l'altra transformació al resultat de la primera).
Així Klein descobreix que, per exemple, la geometria euclidiana és l'estudi dels invariants mitjançant el grup dels moviments rígids (com les simetries, girs i translacions), que la geometria afí és l'estudi dels invariants mitjançant el grup de les translacions, que la geometria projectiva és l'estudi dels invariants mitjançant el grup de les projectivitats, i fins i tot que la Topologia és l'estudi dels invariants mitjançant el grup de les funcions contínues i d'inversa contínua, entre d'altres.
De fet, Klein afirma que la comprensió de "tenir una geometria, llavors hi ha un grup principal" és més aviat al revés. Un a priori diu quin tipus de transformacions s'admetrà (és a dir, dona el grup) i tota la resta es pot reconstruir a partir d'ell. Es demostra fins i tot, que si un dona un subgrup de les bijeccions d'un conjunt en si mateix isomorf a algun grup clàssic (simetries, translacions, projectivitats) llavors tots els teoremes d'aquesta geometria són vàlids en aquest.
El descobriment de Klein és fonamental, ja que d'una banda ens permet classificar les geometries, comprenent quin és una "subgeometria" del qual
, d'altra banda ens permet comprendre què és l'estudi general de la Geometria (com a disciplina matemàtica) i finalment, però no menys important, és la confirmació que els mètodes sintètic i algebraic no donen geometries diferents, sinó que realment estudien la mateixa geometria en cada cas. Es posa fi així a la distinció entre el mètode sintètic i l'algebraic-analític. En la seva època va suposar la consagració de la geometria projectiva com la Reina de les Geometries.
Noteu que és la primera vegada que una ciència (la geometria) és capaç d'autodefinir rigorosament i, per tant, constitueix un dels punts culminants de l'esperit humà en la història.